# Oberdan Júnior
Oberdan de Souza Gonzalez Júnior (Rio de Janeiro, 28 de novembro de 1970), conhecido como Oberdan Júnior, é um ator e dublador brasileiro.

## Biografia
Nascido no Rio de Janeiro[carece de fontes?], Oberdan Júnior começou a trabalhar na televisão ainda criança (sob o nome artístico de Dan Jr.), fazendo a novela Coração Alado (1980), de Janete Clair na Rede Globo. Na emissora carioca, o garotinho loiro rapidamente emendou outros trabalhos, se destacando no Caso Verdade: O Menino do Olho Azul (1982), nas novelas Amor com Amor Se Paga (1984) e A Gata Comeu (1985), ambas de Ivani Ribeiro, e na minissérie Memórias de um Gigolô (1986), de Marcos Rey. Assim, fez brilhante carreira na televisão como ator mirim. Nas últimas duas décadas, teve presença mais ou menos recorrente em produções globais, intercalada por trabalhos no SBT como na novela As Pupilas do Senhor Reitor (1994) e na Rede Record em A Lei e o Crime (2009), Bela, a Feia (2009) e Rei Davi (2012).
No cinema, estreou em Os Campeões (1983), bem como acumulou participações em curta-metragens como O Problema (2004) e Deus Nunca Falha (2005) e longas de sucesso como Meu Nome Não É Johnny (2008).
No teatro, fez, dentre várias peças, Tistu, o Menino do Dedo Verde, Os Meninos da Rua Paulo, O Despertar da Primavera e O Homem de Cabeça de Papelão.
Sem dúvida, Oberdan Júnior possui uma carreira notável como dublador. Cedeu sua voz a personagens infanto-juvenis importantes como o Hércules adolescente do filme e do seriado Disney homônimos; Tintim em As Aventuras de Tintim; Leitão em As Novas Aventuras do Ursinho Puff; Geninho em She-Ra: A Princesa do Poder; Tico Ma-Ti em Capitão Planeta; dentre outros.

## Filmografia

### Televisão
| Ano     | Título                         | Papel                     | Notas                                                          | Ref.   |
| ------- | ------------------------------ | ------------------------- | -------------------------------------------------------------- | ------ |
| 1980    | Coração Alado                  | Milton                    |                                                                |        |
| 1981    | Jogo da Vida                   | Marcelinho                |                                                                | [ 4 ]  |
| 1982    | Caso Verdade                   | Walter Parada (criança)   | Episódio: "O Menino do Olho Azul"                              | [ 2 ]  |
| 1982    | Sol de Verão                   | Rogério Machado           |                                                                | [ 5 ]  |
| 1984    | Amor com Amor Se Paga          | Zezinho (José Mourão)     |                                                                | [ 2 ]  |
| 1985    | A Gata Comeu                   | Xande (Alexandre Queiroz) |                                                                | [ 3 ]  |
| 1986    | Memórias de um Gigolô          | Mariano (criança)         |                                                                | [ 6 ]  |
| 1990    | Mãe de Santo                   | Duda                      |                                                                | [ 7 ]  |
| 1993    | Renascer                       | Pitoco                    |                                                                | [ 1 ]  |
| 1994    | Caso Especial                  | Ismael (Ismaelzinho)      | Episódio "A Desinibida do Grajaú"                              |        |
| 1994    | As Pupilas do Senhor Reitor    | Pedro (jovem)             | Fase 1                                                         | [ 8 ]  |
| 1999–00 | Globo Ciência                  | Téo, o estagiário         |                                                                | [ 1 ]  |
| 2001    | Estrela-Guia                   | Raphael Curi              |                                                                | [ 9 ]  |
| 2007    | O Sistema                      | Dr. Neves / Black Bird    |                                                                |        |
| 2008    | Dicas de um Sedutor            | Lacerda                   |                                                                |        |
| 2008    | Casos e Acasos                 | Toninho                   | Episódio: "A Câmera Escondida, o Chá de Fralda e o Porta-Mala" |        |
| 2008    | A Grande Família               | Cléber                    | Episódio: "Os Fofoqueiros"                                     |        |
| 2009    | A Lei e o Crime                | Tãozinho                  |                                                                |        |
| 2009    | Bela, a Feia                   | Jacinto                   |                                                                | [ 10 ] |
| 2010    | A Grande Família               | Robson                    | Episódio: "O Rei da Festa"                                     |        |
| 2010    | O Relógio da Aventura          | Pai de Romaninho          |                                                                |        |
| 2012    | Rei Davi                       | Josias                    |                                                                | [ 11 ] |
| 2012    | O Fantástico Mundo de Gregório | Olavo, o mendigo          |                                                                |        |
| 2012    | Malhação                       | Advogado                  |                                                                |        |
| 2016    | Lúcia McCartney                | Dantas                    |                                                                |        |

### Cinema
| Ano  | Título                              | Papel                     | Ref.   |
| ---- | ----------------------------------- | ------------------------- | ------ |
| 1983 | Os Campeões                         |                           |        |
| 1985 | O Enigma da Pirâmide                | Watson                    |        |
| 1987 | Churrascaria Brasil                 | Alemão                    |        |
| 1989 | Os Trapalhões na Terra dos Monstros | Voz dos Grunks (dublagem) |        |
| 2002 | Zico: A Trajetória de Um Vencedor   | Edu                       |        |
| 2004 | O Problema                          |                           |        |
| 2004 | Quase Dois Irmãos                   |                           | [ 1 ]  |
| 2005 | Deus Nunca Falha                    | Moska                     | [ 12 ] |
| 2008 | Meu Nome Não É Johnny               | Interno                   |        |
| 2012 | Reis e Ratos                        | Clay Benitez              | [ 13 ] |

### Dublagens
| Título | Papel                                 | Ref.                |
| --- | ------------------------------------- | ------------------- |
| O Cão e a Raposa | Dodó jovem (a raposa)                 |                     |
| She-Ra: A Princesa do Poder | Geninho                               | [carece de fontes?] |
| Muppet Babies | Scooter                               | [ 3 ]               |
| Capitão Planeta | Ma-Ti                                 | [ 1 ] [ 3 ]         |
| Thundercats | Willy Kat (a partir do episódio 86)   |                     |
| As Aventuras de Tintim | Tintim                                | [ 1 ]               |
| As Muitas Aventuras do Ursinho Puff (redublagem) As Novas Aventuras do Ursinho Puff A Maior Aventura do Ursinho Pooh Ursinho Pooh: Tempo de Agradecimento Tigrão: O Filme O Point do Mickey O Livro do Pooh Ursinho Pooh: Um Ano Muito Feliz Leitão: O Filme Ursinho Pooh: A Páscoa de Guru Pooh e o Efalante O Halloween de Pooh e o Efalante Ursinho Pooh: 1, 2, 3 | Leitão (2ª voz)                       | [ 1 ]               |
| Super Mario Bros. Super Mario Bros. 3 | Toad                                  |                     |
| Pocahontas | Thomas                                |                     |
| Os Super Patos | Nosedive Flashblade                   |                     |
| Hércules | Hércules (adolescente)                | [ 1 ]               |
| Hercules (série da Disney) | Hércules                              |                     |
| Tico e Teco: Os Defensores da Lei | Tico                                  | [carece de fontes?] |
| Peanuts | Linus van Pelt                        | [ 1 ]               |
| Tiny Toons | Atchum                                |                     |
| Os Padrinhos Mágicos | Binky Remmy Granabeça (2ª voz) Sanjay |                     |
| A Incrível Jornada A Incrível Jornada 2: Perdidos em São Francisco | Chance                                |                     |
| Peter Pan (Redublagem) | Peter Pan                             |                     |
| O Caldeirão Mágico | Duende amarelo                        |                     |
| As Aventuras de Sonic | Sonic (1ª voz)                        |                     |
| Anastasia Bartok, o Magnífico | Bartok                                |                     |
| Os Goonies | Mikey                                 |                     |
| Cory na Casa Branca | Jason Stickler                        |                     |
| A Lenda de Korra | Avatar Wan                            |                     |
| As Novas Aventuras de Gasparzinho | Sustinho (2ª voz)                     |                     |
| Historietas Assombradas (para Crianças Malcriadas) Historietas Assombradas: O Filme | Guto                                  |                     |
| A Outra História Americana | Danny                                 |                     |
| Bicrossers | Ginjiro Mizuno/Bicrosser Jin          |                     |
| Space Cop | Den Iga/Sharivan                      |                     |
| Max, o Fantástico | Max                                   |                     |
| Os Apuros de Penélope Charmosa | Yak Yak (2ª voz)                      |                     |
| Grump, o Feiticeiro Trapalhão | Terry Dexter                          |                     |